# Shō Sakurai
Shō Sakurai (jap. 櫻井翔 Sakurai Shō; ur. 25 stycznia 1982 r.) - członek japońskiego zespołu Arashi należącego do Johnny & Associates.
Do Johnny & Associates dołączył w październiku 1995 i stał się jednym z Johnny's Jrs. do czasu debiutu Arashi w listopadzie 1999. W międzyczasie Sho rozpoczął studia ekonomiczne na uniwersytecie Keio, które ukończył w 2004 roku. Stał się inspiracją dla innych artystów z agencji Johnny's Entertainment, aby kontynuować naukę po liceum.
Sakurai jest również znany z rapowania dla Arashi. Stąd wziął się jeden z jego pseudonimów "Sakurap".
Waży ok. 60 kg, wzrost: 171 cm.

## Filmy
- Yattāman (2009) jako Gan-chan
- Kiiroi Namida (2007)
- Kisarazu Cat's Eye: World Series. tbs.co.jp. [zarchiwizowane z tego adresu (2011-07-04)]. (2006) jako Bambi (Nakagomi Futoshi)
- Hachimitsu to Clover (2006) jako Yuuta Takemoto
- Pika*nchi Life is Hard Dakara Happy (2004) jako Chu
- Kisarazu Cat's Eye: Nihon Series (2003) jako Bambi (Nakagomi Futoshi)
- Pika**nchi Life is Hard Dakedo Happy (2002) jako Chu

## Dramy
- Kazoku Game (Fuji TV, 2013) jako Yoshimoto Kouya
- Nazotoki wa Dinner no Ato de (Fuji TV, 2011) jako Kageyama
- Tokujo Kabachi!! (TBS, 2010) jako Tamura Katsuhiro
- Kobe Shimbun no Nanokakan (Fuji TV, 2010) jako Mitsuyama Tomohiko
- Saigo no Yakusoku (Fuji TV, 2010) jako Tomizawa Yukio
- My Girl (TV Asahi, 2009, ep10) jako Sato
- The Quiz Show 2 (NTV, 2009) jako Kamiyama Satoru
- Uta no Onii-san (TV Asahi, 2009, ep7) jako on sam
- Yamada Taro Monogatari (TBS, 2007) jako Mimura Takuya
- Yankee Bokou ni Kaeru Special (TBS, 2005) jako Yoshimori Masaya
- Gekidan Engimono Ishikawa-ken Gosan-shi (Fuji TV, 2005)
- Tokio (NHK, 2004) jako Miyamoto Tokio
- Gekidan Engimono Unlucky Days - Natsume no Mousou (Fuji TV, 2004) jako Kantaku
- Ikebukuro West Gate Park Special (TBS, 2003, cameo)
- Yoiko no Mikata (NTV, 2003) jako Suzuki Taiyo
- Kisarazu Cat's Eye (TBS, 2002) jako Bambi (Nakagomi Futoshi)
- Tengoku ni Ichiban Chikai Otoko 2 Toudou Ayumi (TBS, 2001)

## Solowe koncerty
- THE SHOW (2006)

## Solówki
- Yume De Ii Kara (album One, 2005)
- Can't Let Go (album Time, 2007)
- Hip Pop Boogie (album Dream "A" live, 2008)